# Podningskimære
 For alternative betydninger, se Kimære. (Se også artikler, som begynder med Kimære)
En podningskimære er en plante, der består af flere arter i lag oven på hinanden. Planten består af flere vækstlag uden på hinanden, og cellerne vokser i samme retning og har samme funktion i nærtstående arter. Normalt vil man ikke kunne se forskel på en levedygtig podningskimære og en normal plante, men det kan forekomme at man kan forene synligt forskellige planter.
Eksempler på podningskimærer:
- Tomoffel – podningskimære af Tomat (Lycopersicon esculentum) og Kartoffel (Solanum tuberosum)
- Adams Guldregn (+ Laburnocytisus adamii) – podningskimære af Almindelig Guldregn (Laburnum anagyroides) + Purpur-Gyvel (Cytisus purpureus)